# Беньё-ле-Жюиф
Беньё-ле-Жюи́ф (фр. Baigneux-les-Juifs) — коммуна во Франции, находится в регионе Бургундия. Департамент коммуны — Кот-д’Ор. Входит в состав кантона Беньё-ле-Жюиф. Округ коммуны — Монбар.
Код INSEE коммуны — 21043.

## Население
Население коммуны на 2010 год составляло 258 человек.
| 1962 | 1968 | 1975 | 1982 | 1990 | 1999 | 2010 |
| ---- | ---- | ---- | ---- | ---- | ---- | ---- |
| 347  | 452  | 300  | 261  | 251  | 271  | 258  |

## Экономика
В 2010 году среди 154 человек трудоспособного возраста (15—64 лет) 109 были экономически активными, 45 — неактивными (показатель активности — 70,8 %, в 1999 году было 70,2 %). Из 109 активных жителей работали 104 человека (53 мужчины и 51 женщина), безработных было 5 (3 мужчин и 2 женщины). Среди 45 неактивных 28 человек были учениками или студентами, 14 — пенсионерами, 3 были неактивными по другим причинам.